# 蔡仁堅
蔡仁堅（1952年10月27日—），臺灣文史工作者及政治人物，曾任新竹市市長、新竹市議員、國大代表。現從事文史研究及地方關懷工作。

## 生平及事蹟
蔡仁堅是新竹人，生於新竹市中山路，台北醫學院藥學士，美國哈佛大學政府學院公共行政學碩士，主攻「總統與國會權力制度」。

### 早年經歷
蔡仁堅早在學生時代便積極參與黨外運動與環保運動，歷年來參與突破黨禁、報禁、戒嚴、司法改造、老兵返鄉探親、加入聯合國，並參與老人年金、教育改革等運動，在戒嚴時期白色恐怖時代，因言論、助選及社會運動，三度被判政治刑。
見證了民主進步黨的組黨過程，為民進黨創黨發起人，擔任民進黨中央執行委員、文宣部主任。後來積極投入「環保運動」，曾參與反核電、保護森林，成立綠色和平工作室，與新竹市公害防治協會合作進行李長榮化工事件封廠抗爭活動。
1986年任新竹市議員一屆。1992年當選國大代表，擔任過兩屆。曾擔任公務人員保障暨培訓委員會委員。1997年縣市長選舉以56.11%的得票率當選新竹市長。

### 新竹市長時期
蔡仁堅於新竹市長任內積極作為：
- 接手民國85年由行政院文建會核定東門城廣場整修案，並命名為「新竹之心」，將東門城(迎曦門)以總工程經費6000萬改造成為「新竹之心」[2]，以光雕的方式裝飾東門城，立體化周遭建築使之成可利用之舞台，將新竹之心的美延續到夜晚，是台灣第一個成功將古老城門改建為具藝術氣息，曾獲得了「2000年台灣建築獎 （页面存档备份，存于）」首獎與「第二屆遠東建築獎」首獎兩項建築獎，是新竹近年來觀光客必到的地方。多年來，已成為年輕市民練街舞的的匯聚地，為市民可親近的場所。
- 整治「新竹火車站」並把原來位於火車站對面的水池廣場設計成呼應火車站的巴洛克式建築物，將火車站周邊塑造成平日休憩的場所，站前廣場火車汽笛聲及鐵軌仿蒸氣雲霧在蔡仁堅市長於2001年興建，曾經播放過一年多，卸任後其繼任者不願意再維護，至年久失修失去原有功能[3]，時隔十多年，直到2015年城銷處觀光設施科才花十幾萬元，讓臨時人員李文金用了五天日夜「臥軌」搶修塞住的噴水孔及蒸氣霧器，以少少的投資及簡單的措施就讓復古的汽笛聲「回來了」！[4]。

整頓新竹市因前任市長童勝男任內設計因施工不當、無法使用的公共建設收尾：
- 新竹市文化局演藝廳：以一千多萬並花兩年半時間成功整治，使其變成新竹市唯一的藝文展演空間。
- 竹蓮市場：任內成功整治，使其成為新竹市功能完善的市場。
- 中華路停二立體停車場：任內積極整治完工使用。
- 東大路高架橋：上任後積極向中央爭取，成功的將原本未能銜接的部份成功續建完成。
- 新竹體育館：原本因議會質疑而停擺，上任後發揮行政效能成功啟用。
- 浸水垃圾場：任內利用行政程序積極整治、復育，並以南寮焚化爐為輔，成功發揮最大效能。
- 香山運動場：將原本管理不善、雜草叢生而停擺的運動場整治完成。
- 港南濱海風景區：任期內成功將原本因遊客門可羅雀而遭到廢棄的港南風景區，改造成功能完整的生態休憩區。

任內拓寬新竹市與科學園區的主要交通幹道光復路、改善交流道出口、及寶山路車道，有效紓解園區上班之交通；完工茄苳景觀大道，縮短新竹市區到北二高時間至20分鐘。
蔡仁堅卸任後，新竹市府十二年來累計總預算超過兩千億元，但蔡仁堅認為錢花掉了，卻沒有留下什麼給市民。

#### 受討論事件
對中國大陸立場
2000年10月18日，蔡仁堅任內出席在南京召開的第二屆世界科技城市會議。這是自2000年5月陳水扁就任以來，前往中國大陸訪問的級別最高的民進黨人士。此次，蔡仁堅訪問的中國大陸城市除了南京外，還有廈門和上海。蔡仁堅當時表示，兩岸交流應該以務實的方式進行，而科技和文化的交流無疑是最沒有衝突性的。他說，在他兩年多的市長任內，共接待了至少20個中國大陸考察團體，其中包括10位以上的中國大陸縣、市長，他希望此次訪問大陸能為兩岸關係的解凍盡點力。然而其當時作法卻被認為“已被中共所統戰”，但他強調他的國家認同立場是以更歷史宏觀的角度來思考台灣的過去、現在與未來。其於2015年提出中華民國第三共和說，從論述上顯著的與民進黨、台灣獨立有著區隔，認為應和中國大陸協調開啟第三共和，才有機會把社會裂縫彌補縫合，“國家認同”混亂能夠澄清，把整體國民的意志彰顯。也在2016年，民進黨執政後多次批評民進黨與蔡英文的對中國大陸論述，認為民進黨與蔡英文對中國大陸立場模糊。 
璩美鳳事件
任內蔡仁堅也曾經與時任新竹市政府文化局局長璩美鳳交往，交往時間為期不長即分手，市長連任就選失利後，璩美鳳受到知心友人的陷害牟利，併同周刊的商業利益而爆出光碟事件，炒沸當時台灣社會及輿論，蔡仁堅受此一事件牽連而被一併控告，唯璩美鳳於一審後即對蔡仁堅主動撤告。。2014年3月28日，蔡仁堅表明有意再次競選新竹市長，朋友告訴他，過去的流言、璩美鳳事件等一定會「萬箭齊發、萬箭穿心」，因而向璩美鳳道歉，璩美鳳得知後，落落大方表示「接受他的道歉」並公開祝福他的參選。
市長卸任後在中國大陸的活動
2001年市長連任失利及璩美鳳事件飽受爭議之後，蔡仁堅便往返海峽兩岸從事所喜愛的探討新竹市文史與史蹟考察的工作，也曾在福建廈門大學兼課任教，過著「閉門讀書、出門采風」的生活，但期間仍持續關心新竹市的政治，幫多組民進黨候選人公開站台。並嘗試參與許多台商投資中國大陸案件，包含康定縣的康定新城台商投資開發案、漳州现代农业投资环境说明暨庐江台湾农民创业园重点项目推介会、洛陽市純凈水投資案案等。
市長任內的司法爭議
任內曾因聯電案引發違法徵收回饋金爭議而遭起訴，全案從2000年間至2003年，歷經三年多的時間偵查和審理，新竹地院審理終結，合議庭法官以證據不足判決無罪，蔡仁堅親自出庭聆判，他表示對於這項判決結果雖然感到高興，但這項遲來的正義卻也無法彌補對他所造成的傷害（因判決結果出來時已經連任失利）。
任內於九十年底縣市長選舉時，被指透過前機要秘書林則宇、選務行政負責人張彩蘋，將永續就業工程臨時聘僱人員安排進行選務工作，新竹地院於2005年11月2日將當年的機要秘書林則宇則被判有期徒刑8年，褫奪公權5年，以罪證不足諭知蔡仁堅無罪。

### 2014年新竹市長選舉

#### 等待黨內提名時期
2014年2月27日，蔡仁堅在民進黨尚未同意參選時，於自己臉書專頁宣布將重新出發、競選新竹市長，並自行張掛有民主進步黨黨徽的大型海報看版，積極爭取民進黨提名。
2014年5月25日民主進步黨選出新任黨主席蔡英文，時隔3個月，在沒有黨內競爭對手的情況下，蔡仁堅仍企盼能獲得黨內提名。關鍵的時間點在7月16日宣稱應該會提名蔡仁堅後，前主席許信良在7月23日選對會前提議仿效柯文哲以無黨大聯盟參選之提議。8月2日柯建銘約集民進黨新竹市八位市議員候選人，說明蔡仁堅欲組成五個選區的市議員五人連線，導致八位候選人人人自危，並當場要求市議員候選人表態支持林智堅。。
另一說是蔡仁堅想用無黨籍身份參選，民進黨中央無法接受，並且由於長期以來在蔡仁堅身在大陸經商，不熟捻新竹市務，故而民進黨中央轉而力挺林智堅。。
2014年8月12日，蔡仁堅召開記者會宣布參選新竹市長，而且將參選到底、絕不退讓，但不會退出民進黨，並於其後被黨中央開除黨籍。此開除黨籍案於2015年12月10日被臺灣高等法院宣判無效。

#### 民主進步黨提名林智堅
2014年8月13日，選前100天，民進黨徵召新竹市議員林智堅競選新竹市長。
2014年8月22日，蔡仁堅發出新聞稿，直指民進黨立法院黨團總召集人柯建銘操控提名過程、打壓他競選新竹市長。蔡仁堅未獲民進黨提名後，主動將有黨徽的大型海報撤換。蔡仁堅2月份即公開表態參選新竹市長，經前任民進黨主席蘇貞昌與5月新上任的蔡英文主席卻都遲至8月份仍不提名蔡仁堅，居間協調的許信良建議以柯文哲模式之無黨籍身分參選。在柯建銘強勢運作下，新竹市成為2014年縣市長選舉民主進步黨全國各縣市長在黨員爭取提名相持不下時，唯一沒有經過公開民調初選、漠視黨員正當參選權利，而逕行決定候選人的區域。2014年9月1日，蔡仁堅表示，民進黨不顧黨內的協調、民調、初選程序，直接黑箱作業提名林智堅參選新竹市長，大開民主倒車；並指出柯文哲於8月30日了解民進黨在新竹市的提名狀況後，也直說「新竹沒有初選、沒有民調，很奇怪！這實在不符合民主程序」。此事件在新竹市轟動一時，林智堅因此獲得「黑箱提名」之譏。。

#### 政治羅生門
2014年8月22日，蔡仁堅表示最關鍵的時間點就在7月16日宣稱應該會提名蔡仁堅後，許信良前主席在7月23日選對會前提議讓蔡仁堅籌組在野大聯盟以爭取最大勝選機會，此議獲得蘇嘉全及蔡英文主席的認同及認可，但柯建銘卻有所保留。接著情勢急轉直下，8月2日柯建銘約集民進黨新竹市八位市議員候選人，宣稱蔡仁堅欲組成五個選區的市議員五人連線，導致八位候選人人人自危，不能諒解蔡仁堅，但此事係子虛烏有、虛構故事，同時柯建銘要求眾人支持其嫡系人馬林智堅參選市長，並且交代這次市長選不上，2016立委選舉大家要支持林智堅。
2014年8月22日，柯建銘表示蔡英文主席就任後也顧慮璩美鳳事件將造成黨的衝擊，開始就新竹市長提名徵詢黨外人士彭文正，其後彭沒有答應，思考方向確實仍傾向提名蔡；無奈蔡竟於7月28日表示將以在野大聯盟的無黨籍身分參選，且在議員部分更結合有意參選之綠黨及獨立候選人合作推出人選，7月30日他與蔡懇談，要求蔡放棄在野大聯盟方式，提出民進黨贏的策略，然蔡仍不為所動。柯建銘說，他為求給蔡仁堅機會，在地方部份於8月2、3日相繼約集民進黨及無黨籍的新竹市議員，當場無人支持蔡前市長，過程完全公開透明；8月9日更二度邀集並邀請蔡前來，還是無人表示支持。在中央部份，8月6日黨中央再邀請蔡參與選對會，由蔡就其策略進行報告，然選對會成員包括主委蘇嘉全也完全不能同意蔡的策略及主張，故絕無所謂有蔡主席與蘇嘉全主委曾於7月23日選對會中認可其在野大聯盟策略之舉。
2014年9月30日，蔡仁堅表示根據柯建銘所說要開除蔡仁堅的4大理由，包括：1.蔡仁堅想用無黨籍身分參選，民進黨無法接受？7月30日選對會會前會，民進黨前主席許信良提出議案，並擬出2個文案即民進黨不提名，而以「同意蔡仁堅同志參選並籌組在野大聯盟」之方式爭取勝選，另1案則是提名蔡仁堅參選新竹市長。柯建銘曾當場詢問蘇嘉全「小英主席態度為何？」蘇嘉全回應「主席說，2個方案他都可以接受，就看候選人覺得哪一種方式比較能夠勝選。」蔡仁堅則表示，2個方法他都可以接受

#### 開除黨籍及提名風波
2014年9月1日，蔡仁堅在律師陪同下向新竹地方法院遞交訴狀，批評民進黨違反《人民團體法》、《民主進步黨公職人員提名條例》與《民主進步黨2014年直轄市長暨縣市長提名辦法》，未經黨內初選的正當程序，逕行決議提名林智堅為新竹市長侯選人。9月1日，蔡仁堅表示，民進黨不顧黨內的協調、民調、初選程序，直接黑箱作業任命林智堅，大開民主倒車，柯文哲於8月30日了解民進黨在新竹的提名狀況後也直說「新竹沒有初選、沒有民調，很奇怪！這實在不符合民主程序」；同日，民進黨發言人黃帝穎回應，民進黨新竹市長提名是依《民主進步黨2014年直轄市長暨縣市長提名辦法》第5條，民進黨已於8月20日中執會同意通過徵召林智堅為2014年新竹市長提名參選人，程序合法完備。9月5日，蔡仁堅登記參選新竹市長。9月10日，蔡仁堅召開記者會，發表第一波主文宣，質疑：柯建銘為新竹市長許明財護航，因此綁架蔡英文，要「建商弟子」林智堅出來參選，要新竹「加速來弄吧」。9月17日，蔡英文說，民進黨新竹市長提名完全依照黨的提名規定辦理，黨紀會處理沒遵循提名結果的黨員。9月27日，民進黨中央評議委員會以違紀參選為由，決議開除蔡仁堅黨籍。9月29日，蔡仁堅發表「離開民進黨感言」，退出民進黨，說明他在民進黨中評會提出的3個辯駁。

#### 民進黨敗訴
2015年10月19日，蔡仁堅在臉書為文、並經第三媒體10月21日轉載：蔡英文總統候選人日前（10月18日）在競選總部成立的演講，清晰而謙虛的說「民進黨不等於台灣，國民黨不等於中華民國」；可是，回顧2014新竹市長的黑箱提名作業（沒有初選，也沒有進行民調），蔡英文主席卻屈服於柯建銘，認為柯建銘等於新竹市？直指蔡英文所宣示的民主在新竹市未曾實現。
蔡仁堅黨員資格案，臺灣臺北地方法院審理認為，民進黨中評會委員是每2年由全國黨員代表大會直選產生，其組成可認定已間接反映全體黨員的民意，得以代表黨員參與黨務，故依《人民團體法》有權作成撤銷黨員資格之決議；因此判決蔡仁堅敗訴。
2015年12月9日，蔡仁堅黨員資格案，臺灣高等法院審理認為，《人民團體法》規定黨員（或會員）僅能由黨員大會或黨員代表大會決議除名才喪失黨員資格，此規定是《人民團體法》的強制規定，違反時的除名處分不生效力；而且中評會僅是中央黨部轄下的單位、並非會員代表大會，此案經中評會決議開除蔡仁堅黨籍，事後並未經黨員代表大會追認，已違反《人民團體法》等規定，因此撤銷蔡的黨員資格應屬無效；改判民進黨敗訴，蔡仍具黨員資格。
2017年8月11日，蔡仁堅黨員資格案，中華民國最高法院維持臺灣高等法院見解，駁回民進黨上訴，判決民進黨敗訴確定。
2017年12月26日，蔡仁堅接受中評社專訪時直言，轉型正義必須把歷史不正義全部考量在內，民進黨的轉型正義論述是「執政集團的轉型正義」，凱道部落至今依然在打臉民進黨的轉型正義論述。
2021年5月，臺灣高等法院更一審認定蔡仁堅名譽權受損，判決民進黨應於四大報紙登報道歉一天。
2022年9月3日，民進黨發布新聞稿表示，2014年9月27日民進黨中評會決議開除蔡仁堅黨籍，其決議方法違反《人民團體法》第14條、第27條但書第2款規定，應屬無效，故蔡仁堅仍具有黨員資格。

## 選舉政見
- 2014年5月2日，蔡仁堅提建設新竹市具規模的「總圖書館」，培養閱讀風氣[49]。

- 2014年11月5日，蔡仁堅提「美麗河」計畫[50]。

- 2014年11月24日，蔡仁堅推「車站改造」，將站前、站後廣場等整合成新舊交融的公共藝術空間。[51]

## 選舉紀錄
| 年度 | 選舉屆數               | 選舉區       | 所屬政黨   | 得票數 | 得票率 | 當選標記 | 備註 |
| ---- | ---------------------- | ------------ | ---------- | ------ | ------ | -------- | ---- |
| 1991 | 第二屆國民大會代表選舉 | 新竹市選舉區 | 民主進步黨 | 40,309 | 29.75% |          |      |
| 1996 | 第三屆國民大會代表選舉 | 新竹市選舉區 | 民主進步黨 | 39,134 | 22.71% |          |      |
| 1997 | 第五屆新竹市市長選舉   | 新竹市       | 民主進步黨 | 81,328 | 56.11% |          |      |
| 2001 | 第六屆新竹市市長選舉   | 新竹市       | 民主進步黨 | 69,165 | 42.77% |          |      |
| 2014 | 第九屆新竹市市長選舉   | 新竹市       | 無黨籍     | 40,480 | 20.28% |          |      |

## 建設事蹟
- 具時光隧道意象的羽化館（火葬場）
- 殯儀館
- 生命園區（新竹市納骨塔）
- 公道五
- 茄苳大道
- 新竹之心整修
- 護城河整修
- 國民戲院整修並回復功能
- 新竹市演藝廳
- 交流道口拓寬
- 大學路拓寬
- 光復路拓寬
- 赤土崎公園與地下停車場
- 明志書院停車場
- 竹蓮市場
- 關東市場

## 政治理念
- 「希望臺灣的正義、法治能得彰顯，國家政黨制度能真正民主化、正常化，盼望能藉此案廓清政黨內部的黑金勢力，打一場以司法正義翻轉政黨政治的歷史戰。」[52]

- 強調台灣正經歷第三次共和，支持讓第三勢力得以成為第三共和制衡的力量[53]。

- 堅持地方政治的民主[54]及乾淨拒絕黑金的選舉[55]。

- 推動修憲使國會成為多黨制及包含多元價值，提出三大修憲重點[56]：

1. 第一個是國會議員選舉採用聯立式單一選區，這個配套就是聯立式，能讓區域與不分區的選票能夠相加，以及政黨不分區比例還要提高，這樣才有利於多黨制。這是比較偏向內閣制的制度，因為我們現在處於沒有責任的半總統制，總統任命行政院長不需要國會的同意，總統也不需要對國會負責，甚至連一個國情咨文也不必。
2. 第二個是，總統選舉採用兩輪制也能促進多黨制，能讓有菁英、人才的小政黨能夠參與政府，總統選舉的兩輪制其實也被許多總統制國家所引用，例如南美、烏拉圭、歐洲。第一輪能讓小黨都參與，而第二輪才選出第一、二名進行投票，可是能讓大小黨結盟，依據意識形態、社會主張政策，以及現實利害關係的整合，這就能夠打破僵固的兩黨制。
3. 第三個是複數席次，期待新總統能夠開創中華民國「第三共和」的新局面，但台灣整個國土規劃、行政區域以及選區制度都應該重新檢討，這些都在修憲層次。

## 地方文史工作
- 1987年時任市議員的蔡仁堅視察動物園時，看到民國六十年為了紀念動物園的成立碑石高達二公尺多，不像現代產品，他探頭查看「後面」，看到了築城碑文，要求物歸原地，於是「淡水廳建城碑」才得以回復它原有的身份與面貌回到了東門城，重新回到歷史的主軸線上，目前倚靠在僅存的東門城邊，就在「新竹之心」的東門城廣場中，我們看到了這樣的一方碑石--「新建臺灣府淡水廳城碑」[57]。

- 1999年蔡仁堅市長任內成立新竹玻璃工藝博物館[58]，2014年更提出主張結合歷史、文化與觀光，鼓勵玻璃藝術創作之玻璃傳統工業振興政策[59]。

- 蔡仁堅推崇185年前的新竹縣太爺李慎彝，在1826-1829四年一任的時間，為新竹進行展開大建設。他說，慎彝同知除了規劃興建今天的新竹城、護城河外，還整修了明志書院、文廟等官方必須祭祀的官廟，這和大家傳統印象中腐敗的滿清政府，不太一樣，當時還是有很優秀的、勇於任事的縣太爺[60]。

- 2015年在清大圖書館演講城裡城外故事多---赤土崎、清大的前世今生。講述竹塹城歷史的光榮與滄桑，並聚焦於城外的赤土崎、清大周邊地區，指點「絲線過脈」、「風吹輦崎」的山川迷津，洞悉城市的型態與興衰[61]。

- 2015年見域邀請前新竹市長蔡仁堅以「北門大街的繁榮與黯淡」為題演講，吸引了大批聽眾，「人都從客廳滿到屋子外的走廊了」[62][63]。

## 作品

### 著作
| 出版日期 | 書籍名稱             | 作者   | 出版社     |
| 1976年   | 《古代中國的科學家》 | 蔡仁堅 | 景象出版社 |
| 1979年   | 《科學與古老的中國》 | 蔡仁堅 | 時報文化   |

2007年，在《園區生活》雜誌開了專欄，名為「人間事情」，以竹塹及淡水廳為範圍，書寫城市歷史，人物人情，四季采風與市政建設。蔡仁堅的用心，讓這些清領統治淡水廳跟竹塹父母官的單調名單，漸漸變成動人心弦的文獻，他們的身影樣貌也漸漸清晰，化做篇篇文章。諸如：「無鳥鄉村的蝙蝠」、「歷史三峽裡的媚世與超越」、「三百年竹塹長官印象」、「淡水廳的道光六年」、「竹塹城的前世與今生」、「竹塹城300年三國志」、「國寶流浪記」與「百年揭祕─李慎彝傳」等作品，填實清史冊上的厥如，豐富了竹塹人文的精神底蘊。

### 譯作
| 出版日期 | 書籍名稱           | 作者                          | 譯者           | 出版社     |
| 1977年   | 《科學與人文價值》 | 布羅諾斯基（Jacob Bronowski） | 陳揚瑛、蔡仁堅 | 景象出版社 |

### 編著
| 出版日期 | 書籍名稱                     | 編者                   | 出版社     | ISBN          |
| 1987年   | 《天工開物：科技的百科全書》 | 蔡仁堅、蔡果荃         | 時報文化   | 9789571326443 |
| 1978年   | 《中國科技文明論集》         | 郭正昭、陳勝崑、蔡仁堅 | 牧童出版社 |               |

## 外部連結
- 蔡仁堅的部落格 （页面存档备份，存于）

- 蔡仁堅 James Tsai FB粉絲頁 （页面存档备份，存于）

- 蔡仁堅 FB